# ایگزیکت
ایگزیکت (اردو: ایگزیکٹ) شرکت نرم‌افزار پاکستانی است، که در سال ۱۹۹۷ توسط شعیب احمد شیخ تأسیس شد.